# Djay (программное обеспечение)
Djay — программа для микширования цифровой музыки для Mac OS X, Microsoft Windows, iPad, iPhone и iPod touch, созданная немецкой компанией algoriddim.
Программа позволяет воспроизводить и микшировать цифровые аудиофайлы с помощью пользовательского интерфейса, который пытается имитировать концепцию «двух вертушек и микрофона» на компьютере.
Перед коммерческим выпуском в ноябре 2007 года djay изначально был выпущен как бесплатное ПО в июне 2006 года.
В декабре 2010 года программное обеспечение было также выпущено для iPad а затем для iPhone и iPod touch в марте 2011 года Его интерфейс состоит из двух вертушек, микшера и музыкальной библиотеки с песнями и плейлистами из iTunes. Он больше не поддерживает интеграцию Spotify. Djay for iPad получил премию Apple Design Award в 2011 году.

## Функции

### Интеграция с iTunes
Интеграция djay с iTunes позволяет пользователю микшировать песни прямо из библиотеки iTunes. Он предоставляет возможность просмотра библиотеки, например, по списку воспроизведения, исполнителю, альбому, жанру, ключу или истории. Перетаскивая песни на вертушки в djay, превращает их в виртуальные записи с обложками альбомов.

### Автомикс
Режим Automix — позволяет djay автоматически микшировать песни из библиотеки iTunes и мгновенно воспроизводить их с переходами в стиле DJ. Используя очередь Automix Queue, пользователь может в любой момент войти в очередь и сразу же поставить треки в очередь.

### Переходы
Мгновенное определение ритма и темпа djay позволяет пользователю сопоставить BPM двух песен для перехода. При нажатии кнопки SYNC программное обеспечение автоматически синхронизирует BPM двух песен, чтобы обе были плавно выровнены.

### Запись живого выступления
Djay позволяет пользователю записывать живые миксы и сохранять их в высококачественных звуковых файлах. Он также содержит встроенный органайзер для упорядочивания, предварительного просмотра или экспорта записей.

### Управление сенсорной панелью Multi-Touch
На Mac есть инструмент под названием трекпад Multi-Touch. djay может динамически использовать этот трекпад для полного управления программным обеспечением с помощью универсальных жестов Multi-Touch. Например, поворотные жесты могут регулировать эквалайзер, а жесты смахивания двумя пальцами могут поцарапать[уточнить] запись и управлять кроссфейдером.

### Живой семплер
Имеется встроенный пакет сэмплов, содержащий 20 высококачественных звуков, созданных ueberschal, компанией, занимающейся семплингом. Кроме того, djay позволяет пользователю создавать собственные семплы с вертушек или микрофона.

### Управление микшером и эквалайзером
Djay состоит из 3-полосного эквалайзера, усиления, линейных фейдеров и кроссфейдера, которые предоставляют пользователю необходимые инструменты, необходимые для настройки диджея для плавного смешивания одной песни с другой.

### Гармоническое совпадение
Программное обеспечение может автоматически определять ключ песни и сопоставлять его с песнями того же ключа в музыкальной библиотеке iTunes. Это также позволяет пользователю переносить песни в разные клавиши и даже сортировать всю музыкальную библиотеку по тональности.

### Высококачественный аудио FX
Djay — включает в себя три панели управления FX для различных стилей микширования: панель с одним касанием для мгновенного создания эффектов FX, настраиваемую панель и двухмерный сенсорный интерфейс. Эффекты включают в себя Flanger, Phaser, Echo, Gate, Bit Crusher, Filter (High Pass, Low Pass), а также шесть предварительно настроенных мгновенных эффектов: Absorb, Drift, Sway, Crush, Punch, Twist в комплекте с djay.

### Луп с подобранным ритмом и метки
У Djay есть несколько стилей зацикливания: Auto, Manual и Bounce. С его помощью можно вручную установить точки входа и выхода петли, использовать Auto-Loop для непрерывного зацикливания части песни или сделать ремикс вживую с помощью Bounce-Loop, чтобы смешать песню, все в идеальной синхронизации с битом.

### интеграция с iCloud
Программа может работать с iCloud (и iTunes Match), что означает, что пользователь может синхронизировать её с библиотекой iTunes в облаке. Другими словами, мелодии синхронизируются между каждым устройством iOS, подключенным к облаку. Все эти устройства могут запускать djay, а отредактированные или добавленные сигналы и информация о BPM будут немедленно отображаться во всех остальных. Для iOS доступен пульт дистанционного управления для управления приложением Djay на MacBook через Wi-Fi.

### Pre-cueing
Djay позволяет пользователю предварительно прослушать и подготовить следующую песню через наушники, прежде чем воспроизводить её на основных динамиках, просто подключив аудиоинтерфейс USB или кабель-разветвитель. Программное обеспечение предлагает различные конфигурации аудиооборудования.

### Живой микрофон
Djay позволяет пользователю добавлять в микс вход с живого микрофона. Использование эффектов Echo или Pitch-Changer один раз может преобразовать вокал для соответствующего исполнения MC.

### MIDI контроллеры
Djay поддерживает контроллеры, такие как Vestax, Numark и других производителей. Кроме того, djay имеет систему обучения MIDI, позволяющую пользователям настраивать и назначать любой контроллер по своему усмотрению.